# Kaplica Najświętszej Maryi Panny Różańcowej w Maszkowie
Kaplica Najświętszej Maryi Panny Różańcowej – rzymskokatolicka kaplica w miejscowości Maszków w województwie dolnośląskim. Świątynia należy do parafii św. Jakuba Apostoła w Małujowicach w dekanacie Brzeg południe, archidiecezji wrocławskiej.